# Genea (schimmelgeslacht)
Genea is een geslacht van schimmels dat behoort tot de familie Pyronemataceae. De typesoort is Galeoscypha pileiformis.

## Verspreiding
Volgens Index Fungorum telt het geslacht 41 soorten (peildatum april 2024):
| Soortnaam             | Auteur(s)                                               | Publicatiejaar |
| --------------------- | ------------------------------------------------------- | -------------- |
| Genea amici           | A. Paz, Chautrand & Lavoise                             | 2016           |
| Genea anthracina      | Heblack & E.L. Stewart                                  | 1979           |
| Genea asperula        | Trappe, Guzmán & T. Herrera                             | 1971           |
| Genea balsleyi        | M.E. Sm.                                                | 2007           |
| Genea bihymeniata     | M.E. Sm. & Trappe                                       | 2007           |
| Genea brachytheca     | Gilkey                                                  | 1939           |
| Genea brunneocarpa    | G. Moreno, Cabero & Kaounas                             | 2014           |
| Genea cephalonicae    | Kaounas, Agnello & P. Alvarado                          | 2016           |
| Genea compressa       | Merényi, Cabero & G. Moreno                             | 2014           |
| Genea coronata        | P. Alvarado, J.-B. Pérez & M. Scholler                  | 2020           |
| Genea darii           | A. Paz, P. Chautrand & C. Lavoise                       | 2019           |
| Genea dentata         | Van Vooren, Cabero & Hensel                             | 2014           |
| Genea echinospora     | Gilkey                                                  | 1939           |
| Genea eucalyptorum    | J.W. Cribb                                              | 1960           |
| Genea fageticola      | Konstantin., Cabero & Faust. García                     | 2014           |
| Genea fragilis        | (Tul. & C. Tul.) B.C. Zhang                             | 1991           |
| Genea gardneri        | Gilkey                                                  | 1916           |
| Genea gorii           | Agnello, Kaounas, P. Alvarado & Baglivo                 | 2016           |
| Genea harknessii      | Gilkey                                                  | 1916           |
| Genea hispidula       | Berk. ex Tul. & C. Tul.                                 | 1851           |
| Genea klotzschii      | Berk. & Broome                                          | 1846           |
| Genea kraspedostoma   | (Gilkey) Trappe                                         | 1979           |
| Genea lobulata        | (Mor.-Arr., J. Gómez & Calonge) P. Alvarado & Mor.-Arr. | 2014           |
| Genea macrosiphon     | Gilkey                                                  | 1939           |
| Genea mexicana        | G. Guevara, Göker & Stielow                             | 2012           |
| Genea neuwirthii      | Velen.                                                  | 1922           |
| Genea oxygala         | Cabero & Faust. García                                  | 2014           |
| Genea papillosa       | Vittad.                                                 | 1831           |
| Genea pinicola        | Kaounas, Cabero & Faust. García                         | 2014           |
| Genea pseudobalsleyi  | Agnello, Bratek & Cabero                                | 2014           |
| Genea pseudoverrucosa | Bratek, Konstantin. & Van Vooren                        | 2014           |
| Genea sinensis        | B.C. Zhang                                              | 1991           |
| Genea sphaerica       | Tul. & C. Tul.                                          | 1851           |
| Genea sphaeroides     | S. Imai                                                 | 1933           |
| Genea subbaetica      | Mor.-Arr., J. Gómez & Calonge                           | 2000           |
| Genea thaxteri        | Gilkey                                                  | 1939           |
| Genea tuberculata     | Cabero & Juste                                          | 2014           |
| Genea vagans          | Mattir.                                                 | 1900           |
| Genea variabilis      | B.C. Zhang                                              | 1991           |
| Genea verrucosa       | Vittad.                                                 | 1831           |
| Genea zamorana        | Cabero, P. Alvarado & B. Martín                         | 2021           |